# Mariana Martins
Mariana Passos Martins (Porto Alegre, 11 de fevereiro de 1983) é uma judoca brasileira. Ela competiu na categoria até 48kg feminina nos Jogos Olímpicos de Verão de 2000.